# Hualañé
Hualañé es una comuna costera de la Provincia de Curicó, que está ubicada en la Región del Maule en la zona central de Chile. La superficie comunal es de 629 km² y la población alcanza los 10.775 habitantes.
La economía local está basada en la agricultura y la explotación forestal, además de ser un centro comercial y de servicios públicos, el sector fundo en marzo de 2022 una OLN para garantizar los derechos de la niñez.

## Etimología

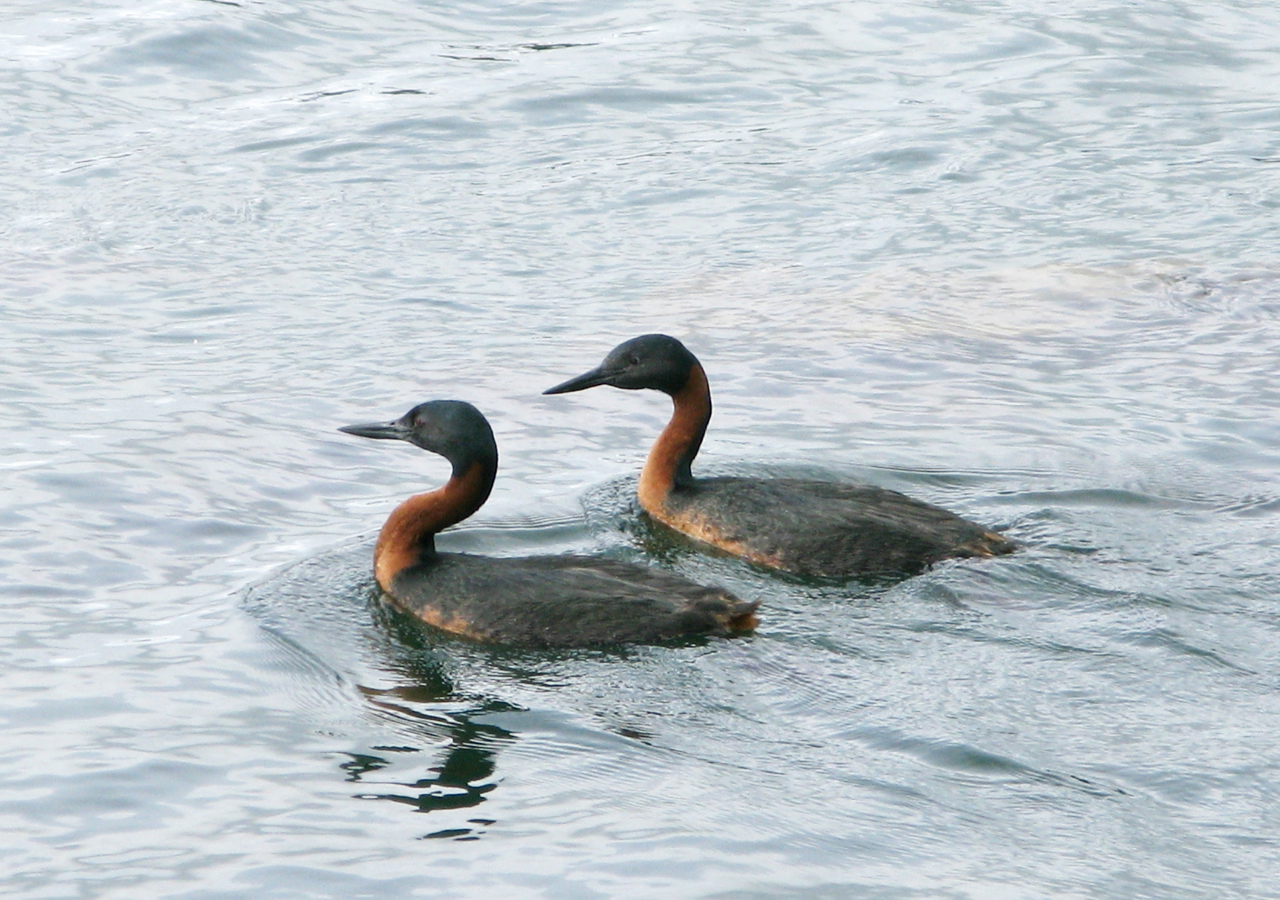
Huala, el ave que da el nombre a Hualañé

Las primeras referencias históricas españolas mencionan al lugar como Gualague, Gualagne o Gualañé, que con el advenimiento del siglo XX se consolidó como "Hualañé". Sin embargo, etimológicamente no hay consenso respecto al origen o procedencia del topónimo Hualañé, planteándose hipótesis de origen quechua y mapuche.
La palabra "Hualañé" tiene sus raíces en la lengua mapudungun. Un análisis etimológico sugiere que deriva de la combinación de los términos:
"Huala": Que se refiere al Podiceps major, un tipo de pato zambullidor grande y distintivo de la región.
"Ñe" (proveniente de "Gne"): Que significa "ojo".
De esta manera, la interpretación etimológica más precisa de "Hualañé" sería "Ojo de huala". 
No obstante, debido quizás a la presencia de estas aves en la zona y a una similitud fonética con otros topónimos, Hualañé es conocido por la gente como "lugar de patos", aunque esta interpretación no se ajuste estrictamente a su origen lingüístico.

## Historia

### Territorio de Frontera

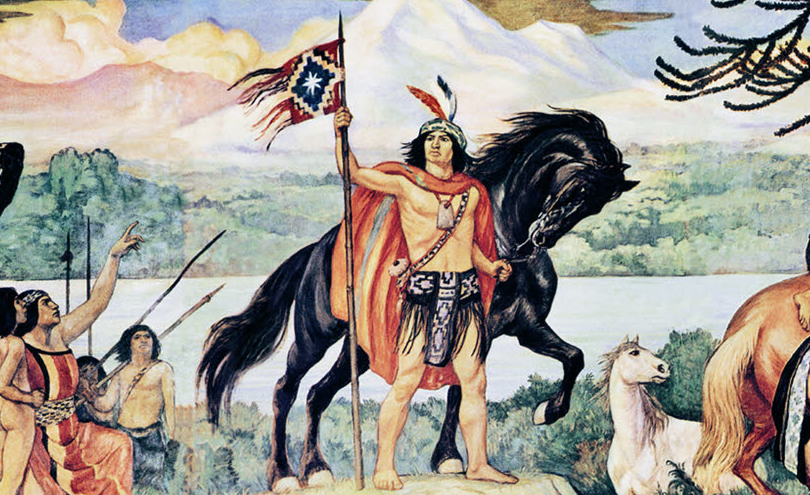
Lautaro, Toqui Mapuche, muerto en el Valle del río Mataquito en 1557, durante la Guerra de Arauco, primera fase de la conquista española del territorio que llegaría a ser Chile.

Hasta mediados del siglo XV, el valle del río Mataquito fue una zona de frontera entre el imperio Incaico y el los habitantes originarios, los que fueron llamados "promaucaes" por los invasores incaicos, de carácter sumiso y ánimo pacífico, según cronistas españoles.
El valle fue un lugar de intercambio comercial y cultural entre ambos pueblos y sus vestigios han sido encontrados en antiguos asentamientos indígenas como Gonza (probablemente el actual pueblo de La Huerta) por oriente y Lora por el poniente. Herencia de este mundo fronterizo son algunos apellidos tradicionales de la zona como Briso, Calquín, Millacura, Catrileo, Llanca y Quitral, entre otros.
Durante la Guerra de Arauco, en la expansión del dominio hispánico al sur, el río Mataquito fue escenario del combate que terminó con la vida del toqui Lautaro, en el año 1557. En los testimonios históricos se confunden repetidamente los sitios de Peteroa y Mataquito como fuertes de la estrategia de Lautaro, Peteroa se encuentra en la orilla sur del río y Mataquito, actual localidad conocida como Peralillo, en la orilla Norte, mas cerca del actual Hualañé. Los conquistadores españoles avanzaron hacia la Araucanía, pero la resistencia mapuche les obligó a replegarse al norte del río Maule, en donde debieron enfrentar todas las vicisitudes de inquietud en una frontera de guerra.

### La Colonia
Durante los primeros años del siglo XVII,  en premio por sus servicios militares, la monarquía española entregó a los conquistadores mercedes de tierras y encomiendas de indios en el valle del Mataquito, entre ella mil cuadras en el paraje de Hualañé a García de Torres el 8 de enero de 1618. La población indígena se localizaba de manera preferente en Gonza (hoy La Huerta) y Mataquito (hoy Peralillo). Reducidos al servicio de la encomienda decrecieron pronto, aniquilados por el trabajo, las epidemias o la fuga hacia tierras no conquistadas,
Un siglo después, en 1733, Juan Garcés y Muñoz del Tejo, un importante servidor de la colonia española en la región, compra las tierras a herederos del Mataquito y se apropia de las últimas ocupaciones indígenas, alcanzando sus dominios a más de diez mil cuadras en la margen norte del río. La hacienda desde entonces se llamó El Peralillo y sobre ella desarrolló la economía agraria latifundista propia del Chile colonial.
Garcés y sus sucesiones construyeron amplias y cómodas casas, alrededor de las cuales se fueron estableciendo trabajadores y familias campesinas. Además, se levantó una capilla en el actual Peralillo, siendo con Curicó y Vichuquén las únicas existentes en la época. Este latifundio se mantuvo hasta fines del siglo XIX, cuando se comienza a subdividir por herencias y la venta de algunos sectores.

### Los años de La Huerta de Mataquito

Parroquia San Policarpo de La Huerta, destruida durante el terremoto de 2010

A comienzos de la República, La Huerta del Mataquito concentraba la mayor cantidad de población del valle y en 1824 esa importancia se expresaba en la construcción de una nueva iglesia en la zona, que en 1864 pasó a ser parroquial en lugar de la de Peralillo, con la advocación de San Policarpo de la Huerta del Mataquito.
El paraje huertino adquirió el carácter de aldea, creándose una escuela en 1874 y servicios como registro civil y correo, dependiendo administrativamente del Departamento de Vichuquén. El mismo año se creaba otra escuela en Peralillo y años más tarde en Mira Ríos.
En diciembre de 1891, se creó la comuna de La Huerta, en cuya jurisdicción estaba el valle norte del río Mataquito, entre La Huerta de Mataquito y la hacienda Peralillo, que alcanzaba hasta el actual Hualañé.

### El Ferrocarril y el Auge de Hualañé

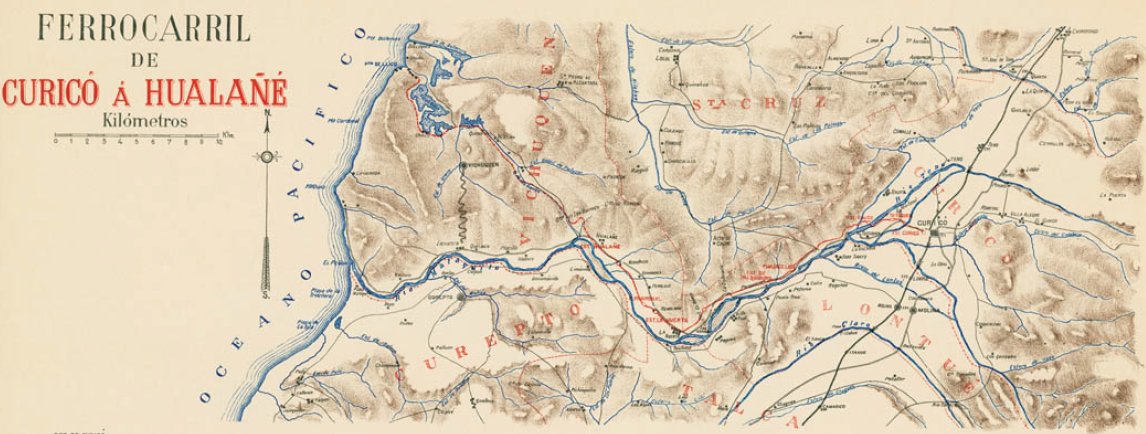
Mapa del ferrocarril a Licantén.

El año 1888, José Manuel Balmaceda, Presidente de Chile de la época,  propone la creación de un tren para unir Curicó con el puerto de Llico, en la costa pacífica, incorporando a Hualañé como una importante estación ferroviaria, debido a la existencia de una bifurcación del camino que desde Curicó comunica con la villa de Vichuquén y Licantén. Para sacar adelante su proyecto, en abril de ese año el presidente visita la zona, recorriendo en carruaje escoltado por guardias a caballo desde Curicó a Llico. La primera noche la pasa en la Hacienda Peralillo, al otro día sigue por Hualañé y llega a Vichuquén, embarcándose en Llico en un barco de la Marina Chilena hacia Valparaíso.
La visión de Balmaceda encumbró a Hualañé y el valle del Mataquito al interés de la joven República. Sin duda, este es el punto de inflexión en el destino del territorio costero. 

"Gualañé. Caserío del Departamento de Vichuquén, situado por los 34°58' Lat. y 71°52' Lon. al lado de la ribera norte del Mataquito y junto a una altura de cerros llamada Alto de los Buitres. Contiene unos 890 habitantes, aunque en situación dispersa. En esta altura se abre en dos ramas el camino que baja de Curicó por la banda norte de ese río, partiendo una hacia el NO. a la ciudad de Vichuquén y puerto de Llico, y continuando la otra al O. a Licantén"
Francisco Solano Asta-Buruaga y Cienfuegos, Diccionario Geográfico de la República de Chile (1899)

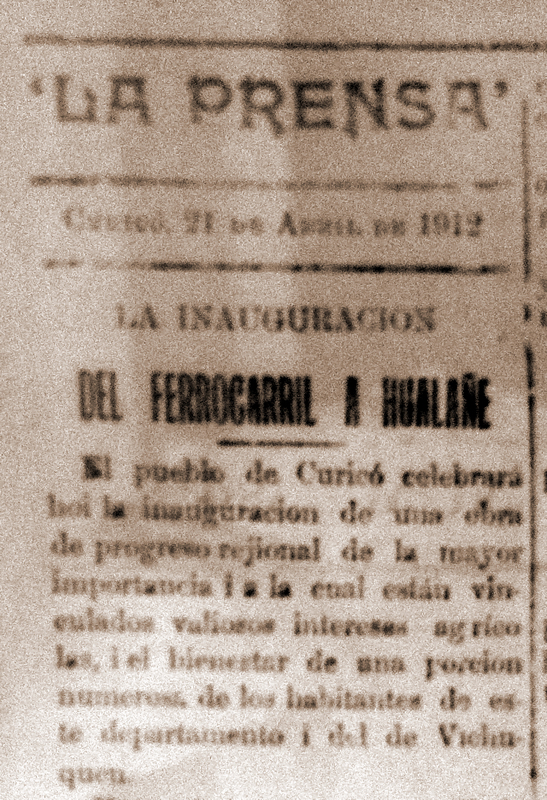
Inauguración del Ferrocarril Curicó a Hualañé. Diario La Prensa de Curicó, domingo 21 de abril de 1912.

El 21 de abril de 1912 se inauguró el ferrocarril Curicó-Hualañé. Engalanado con banderas salió a la costa desde la estación de Curicó, llevando a bordo autoridades nacionales, de la provincia y la banda del Regimiento Dragones, que durante el viaje y en cada estación interpretó melodías para viajeros y residentes. En Hualañé, por entonces un aislado paraje formado por la casa patronal de la familia Garcés y cinco sencillas casas de adobe,  más de mil personas de toda la comarca dieron la bienvenida al Ferrocarril.
El 16 de noviembre de 1913 se decreta a Hualañé como "Punta de Rieles" del ferrocarril y, sin que haya existido un acto fundacional oficial, junto a la estación ferroviaria comienza a crecer el poblado, conservando la denominación indígena del paraje que mantuvo durante la colonia y primeros años de la República. En el proceso de formación del pueblo, el hacendado Rodolfo Garcés Gana es un importante benefactor, realizando generosas donaciones de tierras para el trazado de calles y servicios públicos de la joven localidad. En su honor, la avenida de ingreso oriente a Hualañé lleva su nombre.

La línea férrea y la red caminera facilitó el transporte de pasajeros y carga de la producción agrícola y ganadera de toda la zona del Mataquito, convirtiendo rápidamente a Hualañé en centro comercial de la costa curicana. Para integrar la ribera sur del río Mataquito y la zona costera al servicio ferroviario del nuevo ramal, el año 1913 se construyó el Puente Paula y se realizaron importantes obras para mejorar los caminos a Vichuquén, Iloca y Caone, 

Antigua escuela pública de Hualañé, construida en 1917. Este edificio patrimonial hoy es sede de la Ilustre Municipalidad de Hualañé.

El 28 de enero de 1928 se creó la comuna de Hualañé, quedando dentro de su jurisdicción la antigua subdelegación de La Huerta y el sector de Licantén. Como "punta de rieles", el pueblo se desarrolló e incorporó servicios públicos para el desarrollo en educación, salud, seguridad y bienestar de sus habitantes.El impulso del comercio local, el aporte de inmigrantes europeos y la gente avecindada por años en la zona dieron al poblado una dinámica propia, con fuerte arraigo y orgullo local.
El 23 de junio de 1938 se inauguró un nuevo tramo de ferrocarril a la vecina localidad de Licantén, y funcionaría  hasta 1978, año que el tren deja de prestar servicios y la línea férrea es levantada completamente por el Estado. Las viejas estaciones del Ramal Curicó-Hualañé-Licantén quedaron como mudos testigos de un hermoso pasado.

### Actualidad

Avión Supertanker descargó miles de litros de agua para ayudar a combatir los incendios forestales del verano de 2017 en Hualañé

En Hualañé, los antiguos terrenos de ferrocarriles dieron paso a nuevos lotes residenciales y de comercio, favoreciendo el crecimiento urbano del pueblo, que en 2002, recibe el reconocimiento de ciudad, al superar los 5000 habitantes.
El 27 de febrero del año 2010, Hualañé debió enfrentar el Gran Terremoto 27F, que provocó graves daños en su patrimonio, infraestructura comunal y residencial. Una de las grandes pérdidas patrimoniales fue la parroquia del "Santísimo Sacramento de la Eucaristía", construida en 1934, y el Hospital local, antiguas casas patronales que dieron origen al poblado. La joven ciudad se levantó, y con la cooperación del Gobierno de Japón, se reconstruyó el Hospital, que desde entonces lleva el nombre Hospital Chileno Japonés. En La Huerta, la antigua parroquia San Policarpo también fue destruida.
El verano de 2017, Hualañé sufrió un gran incendio forestal en su territorio comunal, al igual que amplios sectores de la zona central de Chile. El avance incontrolado del fuego llevó al Gobierno a declarar Zona de catástrofe a la comuna. El siniestro fue el mayor incendio forestal de la historia de la zona central de Chile, y movilizó a bomberos de todo el país, Fuerzas Armadas y amplios medios terrestres y aéreos para su control

## Ubicación

Puente Paula sobre el río Mataquito

Hualañé está situado 60 km al poniente de la ciudad de Curicó, y su principal acceso es la Ruta J-60,
Transversalmente se encuentra conectada por la Ruta J-60, que une Curicó con Licantén, el balneario de Iloca y la zona de Vichuquén.
Hacia el sur, se conecta por puentes sobre el río Mataquito en los sectores de La Huerta y Paula, que comunican con Sagrada Familia, Villa Prat y Curepto en la Provincia de Talca.
Hacia el norte, tiene accesibilidad mediante la Ruta J70i, que conecta con Lolol y la provincia de Colchagua.

## Demografía
Luego del censo de 2002, el Instituto Nacional de Estadísticas de Chile (INE) reconoce a Hualañé como ciudad, al superar los 5000 habitantes como entidad urbana. Con el censo de 2017 Hualañé-ciudad alcanza las 6.000 personas, mientras que la Huerta de Mataquito alcanza los mil habitantes. Las otras localidades constituyen entidades con población menor, dispersas por el territorio comunal.
Según el censo INE 2017, la comuna de Hualañé tiene una población de 9.657 habitantes, dispersa sobre una superficie de 629 km², lo que entrega una densidad de 15,35 habitantes/km².
Del total de la población, 4.774 son mujeres (49.44%) y 4.883 son hombres (50,56%).
Hualañé representa el 0,92% de la población de la Región del Maule.

### Centro urbano y localidades
Hualañé-Ciudad es el principal centro urbano de la comuna y le da el nombre. La segunda localidad de importancia es La Huerta de Mataquito.
La Ruta J-60 ha ido formando una larga conurbación de pequeñas localidades ordenadas junto al camino, como Son Orilla de Navarro, La Huerta, Parronal, Peralillo, Mira Río, El Porvenir, Hualañé, El Molino y La Higuera.
La comuna está formada por varias localidades alejadas del valle del Mataquito, unidas por una red de caminos interiores. Entre estas localidades se encuentra Barba Rubia, Caone, Los Coipos, El Buche, Patacón, Espinalillo, Quilico y 
Los Sauces.
Otras localidades de referencia en la zona pertenecen a la comuna de Curepto, pero por su cercanía gravitan de manera importante con Hualañé Estas localidades son Paula, Docamávida, Constantué y Limávida

## Medio ambiente

### Geomorfología y componentes abióticos

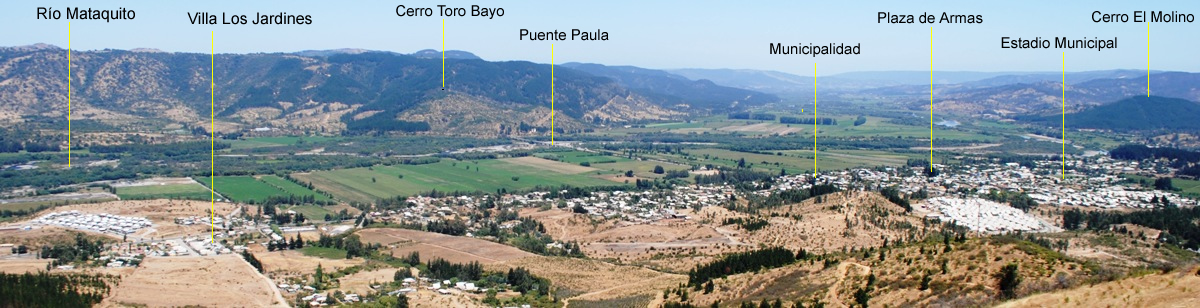
Vista panorámica de Hualañé y valle del río Mataquito desde cordón nororiente, sector Piedra del Peñasco.

La comuna de Hualañé se encuentra emplazada en las unidades geomorfológicas de Llanos de sedimentación fluvial o aluvional y Cordillera de la costa; el territorio está compuesto por unidades del batolito granítico costero, secuencias sedimentarias con fósiles del Mesozoico, intrusiones del Cretácico y depósitos aluviales cuaternarios. La presencia de fósiles marinos y paleoflora en los estratos sedimentarios constituyen un patrimonio paleontológico para la comuna. La Cordillera de la Costa es la unidad geomorfológica dominante en el paisaje comunal, de lomajes y cerros redondeados por la erosión, con altitudes que van desde los 17 m en el plano aluvial del estero Bóquil, 31 metros en el río Mataquito, a la cumbre del cerro Ránguil con 716 m s. n. m.
Además la comuna presenta según la clasificación climática de Köppen clima mediterráneo de lluvia invernal (Csb).
Esta además se halla entre las cuencas hidrográficas de Costeras entre límite de la región del Maule y río Mataquito, Costeras del río Rapel y Estero Nilahue y la cuencua del río Mataquito. Además, la comuna posee diversos cuerpos de agua, entre los que se destacan el río Mataquito, el estero El Buche, estero El Molino y el Estero Pichilemu.

### Componentes bióticos

Trazado simplificado de los ecosistemas y cuerpos de agua presentes en la comuna de Hualañé.

La vegetación nativa dominante de la zona es el bosque esclerófilo, el cual puede desarrollarse en pendientes moderadas a altas, especialmente en laderas de umbría, La flora ha sido alterada en amplios sectores por plantaciones forestales, cultivos de secano e incendios forestales.
Dentro del territorio de la comuna se pueden hallar los siguientes ecosistemas:
- Bosque esclerófilo mediterráneo costero donde predominan Lithrea caustica y Azara integrifolia (En peligro crítico)
- Bosque esclerófilo mediterráneo interior donde predominan Lithrea caustica y Peumus boldus (En peligro)
- Bosque espinoso mediterráneo interior donde predominan Acacia caven y Lithrea caustica (En peligro)

### Medidas de protección ambiental y conflictos socioambientales
Hasta 2022, la comuna de Hualañé cuenta con las siguientes zonas que poseen algún nivel de protección ambiental:
- AAVC Bosque Esclerófilo De Lolol (Iniciativa de Conservación Privada)[22]
- AAVC Palmas De Hualañé (Iniciativa de Conservación Privada)[23]
- Altos de Lolol y Chépica (Sitios ERB)[24]
- Huaquén (Sitios ERB)[25]
- Matorral Esclerófilo de Villa Prat (Sitios ERB)[26]

## Administración
El territorio comunal está bajo administración de la Ilustre Municipalidad de Hualañé, que se localiza en la capital comunal del mismo nombre.
Integra junto con las comunas la provincia de Talca y la provincia de Curicó el distrito electoral N.º 17 (diputados), y pertenece a la 9.ª circunscripción senatorial.

## Economía

### Agricultura

Cultivos de maíz en el valle del Mataquito

La economía actual está basada en las actividades agropecuarias, con cultivos y plantaciones tradicionales de viñedos, trigo y maíz, que se han diversificado mediante nuevos cultivos de hortalizas tomates, frutillas, arándanos, cerezos y otras variedades que demanda la economía nacional.

### Forestal
Las plantaciones más frecuentes son pino insigne y eucaliptus.
La actividad forestal tiene una fuerte influencia por la presencia de la Planta de celulosa “Licancel”.de la compañía Arauco S.A, ubicada 20 km al oeste de la ciudad de Hualañé. La celulosa sin blanquear es un producto que se utiliza como materia prima para diversos productos finales.
También hay un importante desarrollo de madera aserrada y derivados de la explotación del deprimido bosque nativo.
En 2018, la cantidad de empresas registradas en Hualañé fue de 167. El Índice de Complejidad Económica (ECI) en el mismo año fue de -0,42, mientras que las actividades económicas con mayor índice de Ventaja Comparativa Revelada (RCA) fueron Servicios de Forestación (76,56), Fabricación de Recipientes de Madera (49,23) y Otras Actividades de Servicios Conexas a la Silvicultura (43,78).

### Turismo
Hualañé destaca como lugar de descanso y paseos en sus alrededores. Se encuentra en el eje turístico que accede al balneario de Iloca y Lago Vichuquén.
La zona es una buena expresión del ambiente campesino y tradicional del secano costero en Chile Central, siendo posible recorrerlo por una buena red de caminos interiores que conectan con la Ruta J-60, principal vía terrestre de la zona.
En sus rutas y senderos es posible la práctica de caminatas, ciclismo, integrados a la observación paisajística. El río es un buen lugar para práctica de kayak y avistamiento de aves. 

Antigua capilla del Fundo San Francisco de Paula, actual Santuario Santa Teresa de Los Andes de Paula

#### Circuitos
- La Ruta J-60 es la principal ruta que cruza la comuna y une Curicó con el balneario de Iloca. La vía contornea el valle del Mataquito cruzando localidades como Orilla de Navarro, La Huerta, Parronal, Peralillo, Mira Ríos, El Porvenir, Hualañé, El Molino y La Higuera. Vale la pena el recorrido por el camino viejo de El Molino, entre construcciones y cultivos campesinos.
- Camino Los Coipos. La Ruta J-71i que sale desde Parronal al norte, accede a los villorrios de Barba Rubia, Caone y Los Coipos. Es una interesante muestra paisajística del secano costero, entre plantaciones forestales, cultivos tradicionales y zonas de bosque esclerófilo mediterráneo con especies de Lithraea caustica (litre), Peumus boldus (boldo) y Acacia caven (espino). En esta zona durante la primavera de cada año se realiza la fiesta del Cordero, que es visitada por centenares de personas.
- Circuito Camino Patacón - Espinalillo - La Higuera. Esta ruta está trazada por ondulados caminos de la Cordillera de la Costa junto a antiguas ocupaciones agropecuarias que datan del siglo XIX. El camino pasa entre plantaciones forestales y sitios con presencia de palma chilena, una especie de alto valor de conservación. Reúne atractivas características para la práctica de mountain bike.
- Puente Paula. Tradicional paseo hualañecino hacia el puente, el río y la antigua capilla del fundo San Francisco de Paula, hoy Santuario de Santa Teresa de Los Andes, en memoria de la santa chilena que durante su juventud visitaba la zona para ayudar en misiones evangelizadoras a comienzos del siglo XX. La ruta atraviesa plantaciones del fértil valle del Mataquito, puede disfrutar de un baño en las aguas del río y en orillas e islotes el avistamiento de aves es una interesante opción.

#### Actividades
Existe un incipiente ecoturismo en el valle del Mataquito con pequeños prestadores de servicios, con recorridos por la orilla del río y descensos en kayak. En el borde norte de Hualañé se encuentra el Valle de los Pitios, lugar en donde se ha instalado un canopy (zip-line), al cual las personas pueden ir, entretenerse y disfrutar del entorno natural del típico paisaje del secano costero chileno.
Sus cerros son interesantes de conocer por la típica vegetación esclerófila del secano costero que crece en sus laderas y las vistas panorámicas que permiten.
En Hualañé, un cerro interesante de conocer es “La Piedra del Peñasco”, un afloramiento granítico sobre el cordón nororiente, con 204 m s. n. m., desde el cual se obtienen hermosas vistas del valle del Mataquito y la ciudad. Se accede desde El Porvenir o poblaciones altas de Hualañé.
En La Huerta de Mataquito, vale un paseo al cerro Chiripilco, emblemático lugar del cual se puede apreciar la comuna de Sagrada Familia, en la ribera sur del río Mataquito, lugar de la muerte de Lautaro. Erróneamente se designó en algún momento al cerro Chiripilco como lugar de tal muerte, pero sin embargo, con las recientes investigaciones históricas sobre el estratega mapuche, se ha determinado que el sitio exacto de tal suceso es la localidad de Peteroa, en la comuna de Sagrada Familia.
Hualañé tiene un atractivo especial por sus costumbres y tradiciones campesinas que abarcan desde lo religioso, lo tradicional hasta lo festivo.

## Cultura

#### Gastronomía
Hay diversas muestras gastronómicas donde sobresalen platos de sus generosos frutos del campo, como cazuelas, caldillos, humitas y sabrosas preparaciones campestres como empanadas y asados de cordero y cabritos.
La “tortilla de rescoldo” es una tradición, un pan cocido en brasas de carbón lo cual le da un aspecto y sabor muy particulares.
Las tortitas de Hualañé y la Huerta han marcado generaciones, un pastel dulce que consiste en dos hojas de masa de harina de trigo horneada de unos cinco centímetros de diámetro, unidas por dulce de leche, cubiertas por claras de huevo batida, “merengue” y horneado, también conocido como “Príncipe” en otras áreas del país.

#### Eventos comunales
Destacan los siguientes eventos
- Fiesta la Ruta del Cordero Archivado el 20 de enero de 2018 en Wayback Machine., fiesta gastronómica, cada primavera en la localidad de Los Coipos.
- Fiestas Patrias en Hualañé.: el Desfile Oficial del 18 de septiembre es un evento muy arraigado en la comunidad local y convoca a todas sus instituciones, organizaciones sociales y habitantes, que expresan su patriotismo y amor a su tierra.  El 19 de septiembre la mayoría de la población hualañecina se traslada al sector de La Rinconada (en los cerros al norte del pueblo) donde se disfruta de juegos tradicionales y almuerzos familiares, en un ambiente campestre y festivo.
- Fiesta de la Virgen de las Mercedes de Limávida. Celebración religiosa realizada el segundo fin de semana de septiembre de cada año, en la vecina localidad deLimávida, ubicada a 15 km al sureste de Hualañé.
- Festival La Voz del Mataquito. Certamen interregional de interpretación que se realiza desde 1997 durante el mes de febrero, como cierre del verano hualañecino.
- A nivel comunal se realizan actividades costumbristas en cada una de las localidades, como semana veraniega o festivales de la voz.

#### Teatro
El centro cultural colectivo Teatrofiado de Hualañé fue un importante referente cultural de la zona del Mataquito en la última década, que permitió sociabilizar y generar alternativas de espacios creativos para los jóvenes.

#### Libros y Documentales
Se han editado algunos libros y documentales acerca de aspectos históricos y vivencias que relatan la cotidianeidad de la comunidad hualañecina.
- 1996, Hualañé y su Andar, Miguel Ángel Ruz,  Curicó, 1996
- 1999, Cuentorietas de Hualañé. Recuerdos de Infancia. Héctor Serapio Baeza. La Serena, 1999. 208 p.
- 2002, Lautaro vuelve al Chiripilco. Alejandro Ramírez
- 2005, Un Puente demasiado cerca. Documental de La Huerta de Mataquito, dirigido por Fabián Llanca, 30 min.[29]
- 2013, No es na' cierto, Relatos y cuentos de realidad/ficción ambientados en Hualañé, escritos por Andrés Donoso, Carlos Meza y Mario Farías.
- 2018, Cuentos y Recuerdos de mi Vida. Francisco Díaz Núñez, Imprenta Sian, Talca 55p.

## Servicios públicos

### Salud
La comuna cuenta con el Hospital Chileno Japonés de Hualañé y Postas de Salud Rural en las localidades de La Huerta, Barba Rubia y Espinalillo.

### Biblioteca Pública
Ubicada en la antigua estación de ferrocarriles de Hualañé, la biblioteca pública mantiene, desde su creación en 1994, una interesante colección bibliográfica que aporta a la amalgama social y cultural de la comunidad hualañecina. Forma parte del Sistema Nacional de Bibliotecas Públicas que le permite recibir periódicamente nuevas ediciones.

### Educación

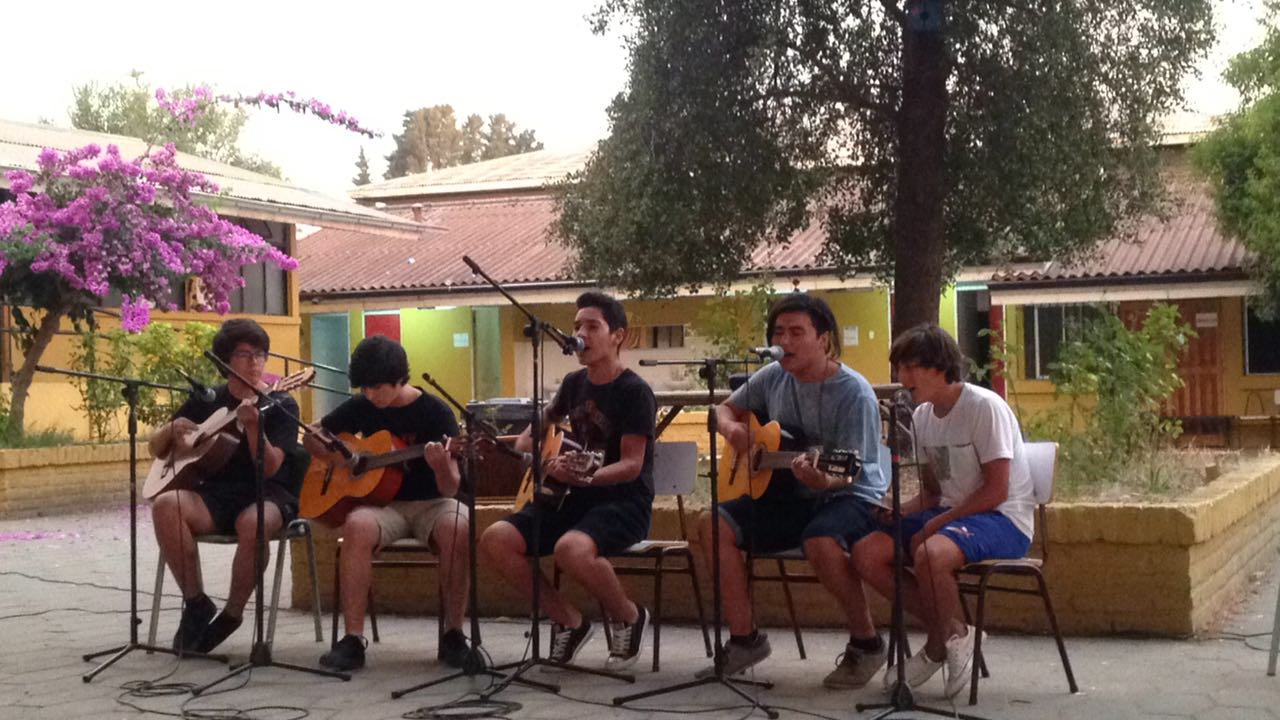
Liceo Hualañé

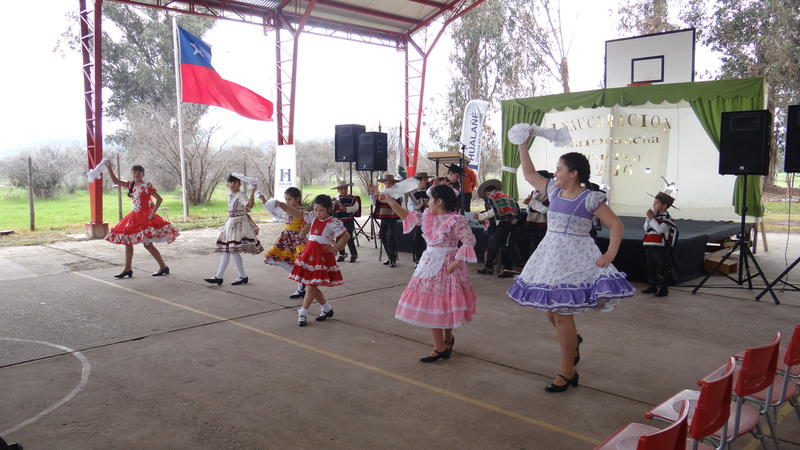
Escuela Caone

La comuna tiene diversos establecimientos de enseñanza básica y media.
El Liceo de Hualañé es el único de la comuna y fue creado el 16 de noviembre de 1981. Imparte educación desde primero a cuarto año de Enseñanza Media Científica Humanista.
La comuna tiene once escuelas con educación primaria, distribuidas sobre el territorio comunal:
- Escuela La Huerta de Mataquito, creada en 1874.
- Escuela Amelia Vial de Concha, Peralillo, creada en 1874.
- Escuela Carlos Correa Núñez, Mira Río, creada en 1897.
- Escuela Monseñor Larraín, Hualañé. Creada en 1917, como escuela pública de Hualañé y fusionada más tarde con la escuela parroquial (creada en 1935 por el obispo de Talca Manuel Larraín Errázuriz), pasando a llamarse Escuela Mixta N.º 8.
- Escuela Particular Los Coipos, creada en 1921.
- Escuela Caone, creada en 1922.
- Eduardo Nuñez Fuenzalida, Espinalillo, creada en 1940.
- Escuela Barba Rubia, creada en 1959.
- Escuela El Buche, creada en 1961.
- Escuela José Santos Aliaga Rojas, Los Sauces, creada en 1963.
- Escuela Orilla de Navarro, creada en 1963.

Hasta el año 2010 funcionó la escuela de Quilico (creada en 1909), destruida por un incendio), y la Escuela San José de Patacón (creada en 1940-)

### Carabineros
La función policial es cubierta por la Tenencia de Hualañé y el Retén La Huerta.

### Bomberos
El Cuerpo de Bomberos de Hualañé fue fundado el 27 de noviembre del año 1966. Consta de dos compañías entrenadas y organizadas para proteger la comuna:
- Primera Compañía Hualañé
- Segunda Compañía La Huerta

Además, Conaf mantiene una Brigada Forestal para el combate de incendios forestales en la comuna, la unidad Maqui 10, localizada en el sector El Porvenir.

## Deportes
El deporte es una de las pasiones de la comunidad hualañecina, con eventos de fútbol, ciclismo, rayuela y nuevas disciplinas que aportan a la diversidad ciudadana de la comuna.

### Fútbol

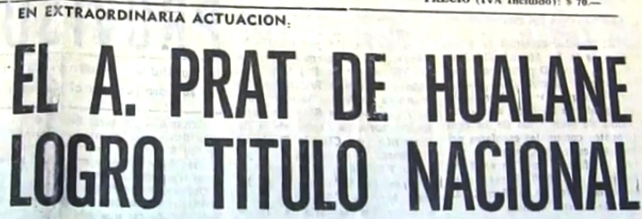
Club Arturo Prat Campeón de Chile de 1988. La hazaña que enorgullece a Hualañé.

El fútbol es el deporte más popular de Hualañé, en donde se disputan diversos torneos amateurs, formando parte de la convivencia y entretención de la comunidad.
El club más antiguo de Hualañé es el Club Deportivo Unión Comercial, fundado el 16 de febrero de 1919, El Club Lautaro comparte honores, al ser fundado el mismo año en la localidad de La Huerta del Mataquito.
En competiciones, el mayor logro deportivo de los hualañecinos lo alcanzó el Club Arturo Prat, coronándose Campeón Nacional Amateur en 1988 y 1992.

En la década del 1990, Hualañé tuvo representación en la tercera división del fútbol de Chile con los cuadros Arturo Prat y Unión Comercial. Los clásicos se disputaban entre ellos en Hualañé y también contra Curicó Unido, que por esos años transitaba en esta categoría del fútbol nacional.

Club Deportivo Unión Comercial, desde 1919 en el alma de los hualañecinos

Escuela de Fútbol Danich Pérez, formando los nuevos valores del fútbol de Hualañé

En los últimos años ha sido relevante el trabajo en la formación de nuevos valores en los propios clubes, aunque de manera destacada en la Escuela de Fútbol Danich Pérez.

##### Torneos Actuales
En la actualidad se desarrollan dos torneos en Hualañé, que forman parte de asociaciones nacionales de fútbol amateur ANFA y ANFUR.
Cada localidad tiene su representante y normalmente los clubes están disputando finales regionales.
| Clubes Asociación ANFA | Clubes Asociación ANFUR |
| --- | --- |
| Club Deportivo Unión Comercial Club Arturo Prat de Hualañé Nuevo Rangers de Porvenir Unión Vichuquén Estalla Azul de Llico | Corrihuelos Los Tigres Rincón Unido Campo Lindo Santa Marta, Peralillo Mira Ríos Santa Sara, Espinalillo La Cantera Unión Quilico Los Sauces |

##### Torneos amistosos
En los últimos años se han realizado eventos de verano, como la Copa Prince Plastic donde juegan clubes de fútbol de alrededores, de otras localidades e invitados de alcance nacional.

### Rodeo
Se realizan diversos eventos de rodeo chileno en la zona, calendarizados durante todo el año, en donde se manifiesta la destreza del jinete chileno sobre su caballo. La competencia se organiza a través de la Asociación Cuenca del Mataquito.
Los clubes de Huasos más tradicionales de la zona son el Club de Huasos de Hualañé, El Club Santa María de Hualañé, el Club Vicente Suazo de la Huerta y el Club Pircas de Caone (Asociación Curicó).

### Otras disciplinas
Existen expresiones deportivas diversas en la comuna, algunas de estas son las siguientes:
- Taekwondo Este es un arte marcial y deporte de combate moderno en donde el Club Deportivo Jeonsa reúne a sus exponentes en Hualañé.

- Rayuela Deporte típico de las zonas campesinas de Chile que tiene al Club de Rayuela Unión Hualañé como principal referente.
- Ciclismo. El ciclismo de ruta ha proyectado a jóvenes a niveles de competición nacional e internacional. Parte de este esfuerzo ha sido realizado por el Club Deportivo Unión Ciclista de Hualañé.

## Transporte
A través de la Ruta J-60 existe transporte público continuo hacia Curicó e Iloca. También hay transporte a Talca y Pichilemu en algunos horarios.

## Medios de comunicación

### Radioemisoras
Existen 4 radioemisoras que transmiten desde la ciudad de Hualañé en la Frecuencia Modulada
- 90.5 FM Radio Las Garzas
- 98.7 FM Radio Nuestra
- 101.7 FM Radio Renacer
- 103.3 FM Radio Condell (señal  Curicó)
- 105.3 FM Radio FM3

### Prensa escrita
- El Hualañecino, Tabloide informativo municipal de irregular aparición, con diversas noticias referentes al quehacer de la comuna de Hualañé y sus habitantes.
- Con los Pies en la Tierra. Periódico comunal de aparición irregular

Existen otras publicaciones periódicas que aparecieron en alguna época en Hualañé.
- Periódico El Crisol (1962-1963). Publicación a mimeógrafo de la iglesia local, dirigido por Pedro Ortiz Acuña.
- Periódico El Nuevo Amanecer (1969-1970) Editado por José Serrás.
- Periódico El Rejional (1931). Trasladado desde Vichuquén.
- Periódico La Razón (1936). Director Arturo Arellano.
- Revista Estamos Pensando (1985-1987), edición mimeógrafiada del Liceo Hualañé.

### Televisión
- Canal 10 Hualavision

### Medios digitales
- www.ciudadhuala.cl: Página web: Noticias, imágenes, vídeos, comercio, turismo, deporte, lugares para visitar, buscador de todos los productos y servicios ofrecidos en la comuna.

- www.guiahualane.com: página que muestra productos y servicios de Hualañé y la zona.
- En Facebook Hualavision canal 10, noticias de la zona costa de la provincia de Curicó. https://www.facebook.com/share/16erh4bXP6/?mibextid=wwXIfr